# 4775 Hansen
4775 Hansen este un asteroid descoperit pe 3 octombrie 1927 de Max Wolf.